# Molnupiravir
Molnupiravir är ett experimentellt antiviralt läkemedel som intas oralt och utvecklades för att behandla influensa. Det fungerar genom att hämma enzymer hos virus och därmed göra det svårare för viruspartiklarna att föröka sig.